# 19970 Йоханпітер
19970 Йоханпітер (19970 Johannpeter) — астероїд головного поясу, відкритий 8 вересня 1988 року.
Тіссеранів параметр щодо Юпітера — 3,509.